# Мария Доротея Вюртембергская
Мария Доротея Луиза Вильгельмина Каролина Вюртембергская (1 ноября 1797, Покой, Опольское воеводство — 30 марта 1855, Буда) — герцогиня Вюртембергская, в браке эрцгерцогиня Австрийская, мать королевы Бельгии Марии Генриетты, бабушка баварской королевы Марии Терезы и испанской королевы Марии Кристины, предок нынешнего короля Испании.

## Биография
Мария Доротея была дочерью герцога Людвига Вюртембергского и Генриетты Нассау-Вейльбургской. Её сёстрами были Амалия, герцогиня Саксен-Альтенбургская, Елизавета Александрина, принцесса Баденская и Паулина, королева Вюртемберга.
Её брат Александр был дедушкой английской королевы Марии Текской.
24 августа 1819 года она вышла замуж за эрцгерцога Иосифа Австрийского, палатина Венгерского. Она стала его третьей женой после смерти Гермины Ангальт-Бернбург-Хоймской.

## Дети
- Франциска Мария Елизавета (1820)
- Александр (1825—1837)
- Елизавета Франциска (1831—1903) — в первом браке за эрцгерцогом Фердинандом Карлом, который умер через два года, во втором за Карлом Фердинандом Австрийским, мать королевы Баварии Марии Терезы и королевы Испании Марии Кристины.
- Иосиф Карл (1833—1905) — женился на Клотильде, принцессе Саксен-Кобург-Готской.
- Мария Генриетта (1836—1902) — королева-консорт Бельгии, супруга короля Леопольда II.